# 南埃斯特雷拉
南埃斯特雷拉是巴西米纳斯吉拉斯州的一个市镇。总面积820.334平方公里，总人口7136人，人口密度8.7人/平方公里。